# Soplando Vida
Soplando Vida é o quarto álbum de estúdio do cantor cristão mexicano Jesús Adrián Romero, produzido por Kiko Cibrian e lançado em maio de 2012. O primeiro single de divulgação do trabalho é a canção "Brilla", lançada em 29 de fevereiro no formato digital. Em 29 de maio de 2012, o disco foi lançado em todos os formatos.
Foi gravado em diferentes estudos como nas cidades de San Diego, Tornillo e Phoenix. Os três singles de Soplando Viva são "Brilla", "Te dejo ganar" e "En la azotea".

## Faixas
1. "Vengo a vender"
2. "¿Cómo te lo puedo decir?" (con Ray Alonzo)
3. "Soplando vida"
4. "Hasta acabar mi viaje" (con Rocío Cereces de Fuego Líquido)
5. "Sublime poesía"
6. "No necesito mucho"
7. "En la azotea"
8. "Te dejo ganar"
9. "Brilla"
10. "Vuelve a llorar"
11. "Fue por mí"